# Ministre des Affaires étrangères de Géorgie
Le ministre des Affaires étrangères de la Géorgie (en géorgien : საქართველოს საგარეო საქმეთა მინისტრი, sakartvelos sagareo sakmeta ministri) est le membre du gouvernement de la Géorgie et le chef du Ministère des Affaires étrangères chargé des relations extérieures et de la diplomatie.

## Fonctions
Le ministre est nommé par le Premier ministre au sein de son gouvernement, dont la composition doit être approuvée par un vote du Parlement.

## Histoire
Le poste de ministre des Affaires étrangères est créé en 1918 sous la république démocratique de Géorgie et maintenu sous le régime soviétique. Depuis 1990, il est le chef de la diplomatie de la Géorgie indépendante.

### Liste des ministres

#### République démocratique de Géorgie
- 26 mai 1918 - 24 juin 1918 : Akaki Tchenkéli (Akaki Tchkhenkéli)
- 24 juin 1918 - 18 mars 1918 : Evgueni Guéguétchkori
- 18 mars 1918 : Départ du gouvernement géorgien en exil

#### République socialiste soviétique de Géorgie
- 1er janvier 1985 - 1er janvier 1990 : Guiorgui Djavakhichvili

#### Géorgie
- 26 novembre 1990 - 9 avril 1991 : Guiorgui Khochtaria
- 9 avril 1991 - 15 avril 1991 : Guiorgui Khochtaria
- 15 avril 1991 - 31 décembre 1991 : Mourman Omanidze
- 1er mars 1992 - 21 décembre 1995 : Alexandre Tchikvaidze
- décembre 1995 - 29 novembre 2003 : Irakli Menagharichvili
- 30 novembre 2003 - 20 mars 2004 : Tedo Djaparidze
- 20 mars 2004 - 19 octobre 2005 : Salomé Zourabichvili
- 19 octobre 2005 - 31 janvier 2008 : Guela Bejouachvili
- 31 janvier 2008 - 5 mai 2008 : Davit Bakradze
- 5 mai 2008 - 6 décembre 2008 : Eka Tkechelachvili
- 6 décembre 2008 - 25 octobre 2012 : Grigol Vachadze
- 25 octobre 2012 - 5 novembre 2014 : Maïa Pandjikidze
- 11 novembre 2014 - 31 août 2015:  Tamar Beroutchachvili
- 1er septembre 2015 - 29 décembre 2015 : Guiorgui Kvirikachvili
- 30 décembre 2015 - 13 juin 2018 : Mikheil Janelidze
- 21 juin 2018 - 4 avril 2022 : David Zalkaliani
- 4 avril 2022 - 28 novembre 2024 : Ilia Dartchiachvili
- 28 novembre 2024 - présent : Maka Bochorishvili